# Йыгевесте
Йы́гевесте (эст. Jõgeveste), ранее также Йы́гевасту (эст. Jõgevastu) — деревня в волости Тырва уезда Валгамаа, Эстония.
До административной реформы местных самоуправлений Эстонии 2017 года входила в состав волости Хелме (упразднена).

## География и описание
Расположена в 4 км к востоку от волостного центра — города Тырва, и в 24 км северу от уездного центра — города Валга. Высота над уровнем моря — 45 метров.
Климат умеренный. Официальный язык — эстонский. Почтовый индекс — 68616.

## Население
По данным переписи населения 2021 года, в Йыгевесте насчитывалось 127 жителей, из них 125 (98,4 %) — эстонцы.
По данным переписи населения 2011 года, в  деревне  проживали 142 человека, из них 140 (98,6 %) — эстонцы.
Численность населения деревни Йыгевесте по данным переписей населения:
| Год  | 1959 | 1970  | 1979  | 1989  | 2000  | 2011  | 2021  |
| ---- | ---- | ----- | ----- | ----- | ----- | ----- | ----- |
| Чел. | 114  | ↗ 123 | ↗ 207 | ↘ 152 | ↗ 157 | ↘ 142 | ↘ 127 |

## История
В письменных источниках 1599 года упоминается Jaggiwicz, 1638 года — Joggewestkuell (деревня), Jogwest Rein, Joegwest Juergen (крестьяне), 1797 года — Jöggiweski (деревня). Вероятно, деревня возникла рядом с мельницей на реке Вяйке-Эмайыги.

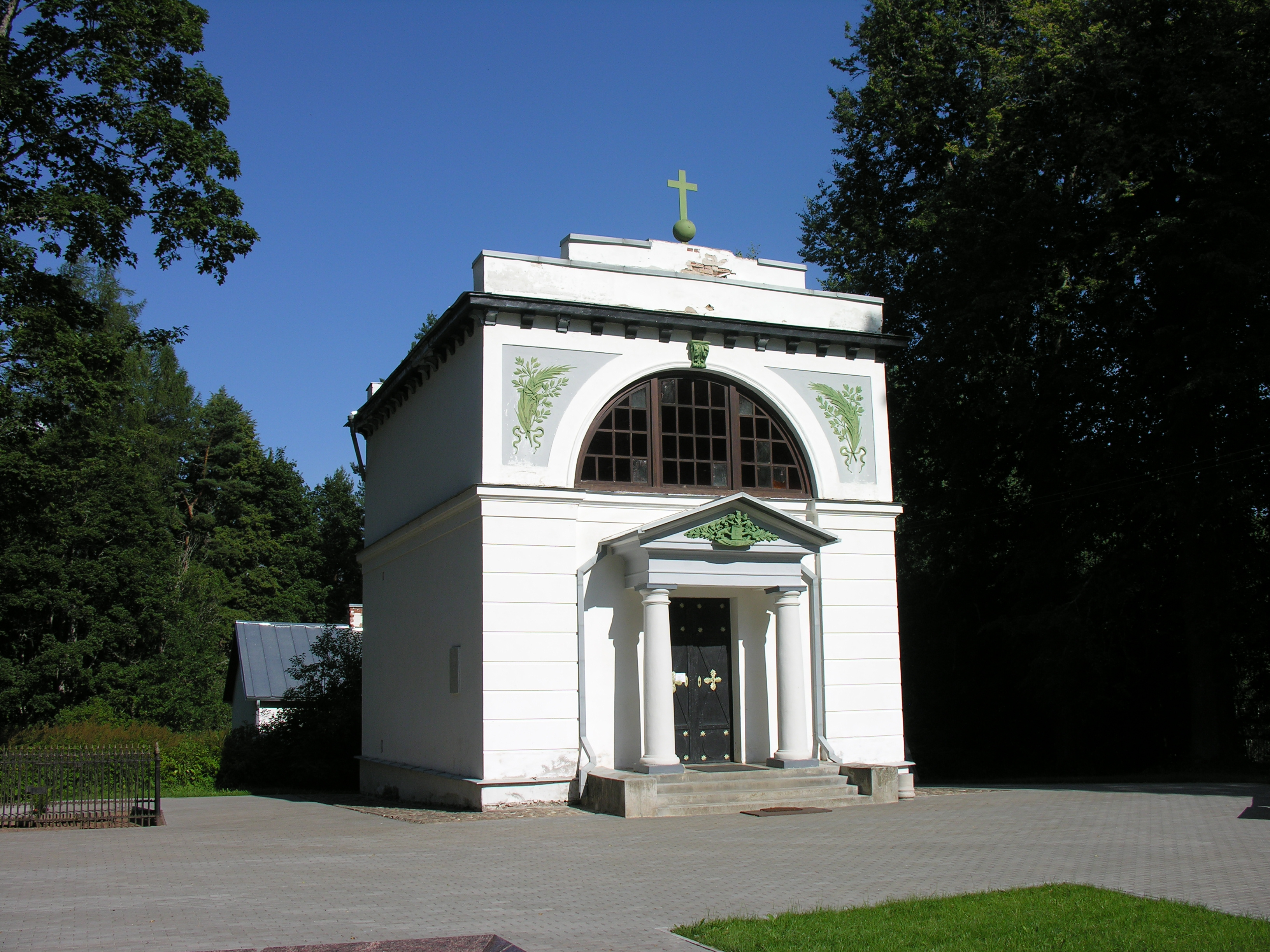
Мавзолей Барклая-де-Толли

В XVII веке деревня принадлежала мызе Хельмет (Хелме), в 1718 году от этой мызы была выделена мыза Бекхоф (нем. Beckhof, Йыгевесте, эст. Jõgeveste mõis, в 1826 году упоминается как Jöggiweske oder Jöggiweste). В 1920-х годах, в ходе земельной реформы, на землях этой мызы возникло поселение Йыгевесте, в 1977 году получившее официальный статус деревни; в том же году с Йыгевесте были объединены деревни Кесккюла (эст. Keskküla) и Парве (эст. Parve, в 1922 посёлок Парве (эст. Parve alevik) или Кийзалинн (эст. Kiisalinn)) и часть деревни Алакюла (эст. Alaküla).
На кладбище мызы Бекхоф в Йыгевесте, в мавзолее Барклая де Толли (единственный мавзолей в Эстонии, ), авторы — художник В. И. Демут-Малиновский и архитектор А. Ф. Щедрин) похоронены Михаэль Андреас Барклай де Толли и его супруга. Имя Барклая де Толли было связано с Йыгевесте с момента его женитьбы в 1791 году на Хелене-Августе-Элеоноре фон Смиттен, которая была родом из Йыгевесте. Через свою супругу полководец стал владельцем мызы Бекхоф (Йыгевесте).

Братская могила советских воинов, павших во Второй мировой войне,
в Йыгевесте, 2014 год

В 1973 году на расположенной на территории кладбища деревни Йыгевесте братской могиле советских воинов, павших во Второй мировой войне (исторический памятник с 1997 до 2023 года), был установлен памятник с надписью «Вечная слава героям, павшим в боях за освобождение Советской Эстонии VIII–IX 1944». В протоколе от 30 ноября 2022 года рабочая группа по советским памятникам при Госканцелярии Эстонии признала памятник «красным монументом» (т. е. подлежащим замене на т.н. «нейтральный»), при этом имеющим высокую художественную ценность. Волости Тырва было рекомендовано сохранить памятник и оценить возможность замены текста на его внешней стороне на нейтральный, однако муниципальные власти высказали желание памятник демонтировать и останки перезахоронить (см. Список советских военных памятников Эстонии).